# 크리스티네 뇌스틀링거
크리스티네 뇌스틀링거 (1936년 10월 13일 – 2018년 6월 28일 )는 아동 문학을 쓰는 오스트리아의 작가다. 그녀는 "가장 넓은 의미의 아동 및 청소년 문학"에 대한 경력 공헌을 인정받아 2003년 스웨덴 예술위원회로부터 아스트리드 린드그렌 기념상을 두 번 수상했다. 이는 아동 문학 분야에서 가장 큰 상이다.  그녀는 1984년에 "아동 문학에 대한 지속적인 공헌"으로 한스 크리스티안 안데르센 상을 수상하였고 2012년까지 이 두 주요 국제 상을 모두 수상한 세 사람 중 한 명이 되었다.

## 삶과 경력
뇌스틀링거는 1936년 오스트리아 빈에서 태어났다. 그녀 자신의 고백에 따르면 그녀는 거칠고 화를 잘내는 아이였다. 고등학교를 마친 후, 그녀는 예술가가 되고 싶었고 비엔나의 응용 예술 아카데미에서 그래픽 아트를 공부했다. 그녀는 몇 년 동안 그래픽 아티스트로 일하다가 저널리스트 인 Ernst Nöstlinger와 결혼하여 두 딸을 낳았다.
뇌스틀링거 작품의 대부분은 어린이와 청소년을 위한 문학이며 그녀는 텔레비전, 라디오, 신문에도 글을 썼다. 그녀는 반권위주의적 성향을 지닌 그녀의 작업에서 아이들의 필요에 중점을 둔다. 그녀는 인종 차별, 차별, 자기 고립과 같은 어려운 주제를 다루는 데 주저하지 않았다.
그녀의 첫 번째 책은 1970년에 출판된 책인 Die feuerote Friederike이다. 이 책은 Fiery Frederica라는 제목으로 영어로 출판되었다.

## 수상
국제청소년도서위원회에서 격년으로 수여하는 한스 크리스티안 안데르센 상은 아동도서 작가나 일러스트레이터에게 주어지는 최고의 상이다. 뇌스틀링거는 1984년에 쓰기 상을 받았다.

## 참고 문헌
1. ↑  “derStandard.at”. 《DER STANDARD》. 2021년 10월 28일에 원본 문서에서 보존된 문서. 2019년 8월 21일에 확인함.